# Polydesmus ignoratus
Polydesmus ignoratus är en mångfotingart som beskrevs av Ceuca 1964. Polydesmus ignoratus ingår i släktet Polydesmus och familjen plattdubbelfotingar. Inga underarter finns listade i Catalogue of Life.